# Love and Bullets (1916)
Love and Bullets is een Amerikaanse korte stomme film uit 1916 onder regie van Clay M. Greene, die ook het scenario schreef. De hoofdrollen worden vertolkt door George Clarke, Francis Joyner, John Sherman en Vinnie Burns. De film werd geproduceerd door de Lubin Manufacturing Company.

## Verhaal
Kapitein Gunn, een legerofficier op rust, staat erop om voor zijn dochter Louisa een echtgenoot te vinden. Hij selecteert twee potentiële kandidaten: Hector Timid, een vriendelijke maar ietwat verstrooide man van middelbare leeftijd en Mr. Wiseman, een corpulente man die alleen geïnteresseerd is in een huisvrouw. Louise zelf heeft gevoelens voor Frederick Thornton. Daarom doet ze er alles aan om zichzelf zo onaangenaam mogelijk te maken voor beide mannen, waardoor ze haar vader zover krijgt dat ze voor Frederick mag kiezen.

## Rolverdeling
| Acteur         | Personage        | Opmerkingen   |
| -------------- | ---------------- | ------------- |
| George Clarke  | Kapitein Gunn    |               |
| Francis Joyner | Hector Timid     |               |
| John Sherman   | Mr. Wiseman      |               |
| Kempton Greene | Fred Thornton    |               |
| Vinnie Burns   | Louisa Gunn      | als June Daye |
| Adelaide Hayes | Chatter, de meid |               |